# 레자 샤 팔라비
레자 샤 팔라비(페르시아어: ‏رضا پهلوی, 1877년 3월 16일 ~ 1944년 7월 26일, 재위 : 1925년 ~ 1941년)는 이란 제국의 초대 샤이다.

## 생애

### 군인이 되기까지
레자는 팔레비가 출신으로서, 부친은 육군 대령 압바스 알리 칸이다. 그는 어렸을 때 아버지를 여의어서 어머니가 그를 책임지게 되었다. 그의 가족들은 수도인 테헤란으로 이사를 갔고, 그의 어머니는 그를 교육을 시키는 일을 절대로 포기하지 않았다고 한다.
그는 훗날, 육군에 입대하여 러시아인 교관으로부터 많은 훈련을 받았다. 그는 사병 때부터 총명하고 재주도 좋아서 지휘관들도 부러워하였다. 그 덕분에 다른 사람들보다 먼저 장교가 되었다고 한다.

### 국내의 정치 상황
이 시기에 이란은 입헌 군주국이 되었으나, 1909년까지 정치가 상당히 불안하여 노동자들은 가난하고, 빈민들은 굶어죽는 자가 생겨날 지경이었다.
이란은 제1차 세계 대전 당시 어려운 경제력 때문에 전쟁에 참전할 생각이 없었다. 오스만 제국은 경제력이 어려운데도 독일과 오스트리아-헝가리 주도의 동맹군에 참가하는 반면, 이란은 중립을 지켰던 것이다. 그러나 국경지대는 외국군간의 전쟁으로 피폐해졌으며, 흉작이 일어나 굶어죽는 자가 늘어났다. 게다가 1909년에 즉위한 아흐마드 샤는 무능하고 병치레가 잦았다. 결국 1919년 이란은 영국과의 보호령 조약을 체결하였다.

### 쿠데타 완료
아흐마드 샤와 내각의 대신들은 나약하고 부패했으며, 민족주의자들의 불만은 폭발 직전이었다. 특히 영국과 러시아는 상업적·전략적으로 이 나라에 강한 이해관계를 갖고 있었다. 이런 상황에서 레자 칸은 혼란 상태를 종식시키고, 잘 훈련된 군사를 기반으로 권력을 이양받아 진보적인 정부를 세우려고 했다.
그는 몇몇 젊고 진보적인 요인들과 접촉해 1921년 2월 21일에 1,200명의 군사를 이끌고 테헤란을 점령했다. 나이 젊은 사이드 지아 옷딘 타바타바이가 총리가 되었고, 레자 칸은 전쟁성 장관이 되었다.

### 전쟁성 장관과 내각총리대신
레자 칸은 이란을 쇄신해 발전시키려 하였다. 그는 이상주의자와 공산주의자들을 강압적인 군대식으로 내쫓아버렸다. 정적에 대해서는 강력한 정치재능을 발휘해서 그들을 분열시키거나 약화시켰다. 그는 전쟁성(Minister of War) 장관으로 임명되었고, 국군의 통수권 또한 그가 행사하였다. 장관으로 재임하는 동안 줄곧 여러 총리들의 배후 실세로 존재하다가, 1923년에 자신이 내각총리대신으로 취임했다.

## 샤

### 즉위 이후
아흐마드 샤는 유럽에서 오랫동안 병 치료를 받고 있었으며, 귀국을 거부하였다. 그 시기를 틈타 레자 칸은 공화국(Republic)을 선포하려 하였으나 국민들은 레자 칸이 황제가 되기를 원했다. 1925년 의회는 부재중인 황제를 폐위시켰으며 제헌의회는 레자 칸을 샤로 선출하고 새로운 팔라비 왕조에 통치권을 부여했다.
1926년 4월 즉위한 뒤, 레자 칸은 내각총리대신 재임 당시 착수했던 개혁들을 자신의 뜻대로 계속 추진했다. 그는 국내의 분쟁을 야기시켜왔던 부족들을 무장해제시키고 일부는 정착시켜 그 힘을 약화시켰다. 1928년 그는 열강들과의 불공평한 협정·조약들을 무효화하고 모든 특혜조치들을 폐지했다.
1927년부터 1938년까지 그는 이란 횡단철도를 건설하고, 주요도시들을 연결하는 지선을 만들기 시작했다. 또한 1935년 궁정 여성들에게 차도르를 벗도록 명령했다. 그리고 실질적으로 외국의 손에 들어 있던 국가의 재정과 통신을 장악했다. 그는 도로·학교·병원을 건설했고 최초로 1934년 대학교를 창설했다. 그의 정책은 이란의 민주화와 외세의 간섭으로부터의 해방을 동시에 추구하는 데 의의가 있다.
그의 대외정책은 주로 소련과 영국을 맞붙게 하여 어부지리를 얻는 것이었는데, 1941년 두 나라가 독일과 싸우기 위해 연합했기 때문에 실패로 돌아갔다. 이란을 통해 소련군에 군수물자를 수송할 목적으로 1941년 8월 두 연합국은 함께 이란을 점령했다.
그는 나치 독일에 접근하였으나, 연합국에 의해 압력을 받아 1941년에 퇴위하였으며, 그의 장남인 모하마드 레자 팔라비에게 제위가 선위되었고 이후 그는 1944년 남아프리카 공화국 요하네스버그에서 사망했다.

## 국호 변경
1930년대부터 민족주의자들과 반공(反共)주의자들은 국호를 이란으로 부르자고 했다. 레자 샤는 1935년부터 그리스어에서 유래한 '페르시아' 대신 지금의 '이란'을 공식국호를 선포하였다.

## 치적
레자 샤의 주요 치적들 중 일부는 다음과 같다.
- 이란 횡단 철도(Trans-Iranian Railway)[1]
- 국립은행 설치[2]
- 이란 최초의 대학교 설립 (테헤란 대학교)
- 말라리아의 근절
- 공무원들의 부패 근절. 제때에 임금을 지급하여 사람들이 뇌물에 의존하지 않도록 했다.
- 교과서의 도입. 레자 샤 이전에는 이슬람교의 마드라사가 유일한 교육기관이었으며, 코란이 유일한 교과서였다.
- 모든 이란인들에게 출생증명제도 도입[3]